# Língua ndom
Ndom é uma língua falada por cerca de 1.200 pessoas na província Papua da Indonésia situada na ilha da Nova Guiné. A língua é conhecida por apresentar um sistema de numeração de base seis (senário), problema analisado na  Olimpíada Internacional de Linguística de 2007.